# Luis Díaz (calciatore)
Luis Fernando Díaz Marulanda (Barrancas, 13 gennaio 1997) è un calciatore colombiano, attaccante del Bayern Monaco e della nazionale colombiana.

## Biografia
Ha un fratello, Jesús, anch'egli calciatore.

## Caratteristiche tecniche
È un esterno sinistro di piede destro, che può agire da ala sinistra, dotato di velocità e buona tecnica individuale oltre che in possesso di un eccellente dribbling, abile nel saper tagliare in area di rigore.
Sa calciare con potenza oltre a usare il colpo di testa, è in grado di segnare anche tirando dalla lunga distanza, inoltre nel repertorio balistico possiede anche buone doti acrobatiche, si distingue anche nel convergere per andare alla conclusione col suo piede preferito.

## Carriera

### Club

#### Barranquilla e Atlético Junior
Cresciuto nelle giovanili del Barranquilla, ha esordito in prima squadra il 13 aprile 2016 in occasione del match di Copa Colombia perso 1-0 contro il Jaguares, segna il suo primo gol con la rete del 2-1 battendo il Cúcuta, realizza un altro gol sconfiggendo per 3-1 l'Universitario Popayán, con lo stesso risultato si conclude la partita vinta contro l'Atlético Cali dove Díaz segna l'ultima rete per il Barranquilla. Nel 2017 passa all'Atletico Junior, squadra in cui milita per due stagioni, il primo gol lo segna nella Coppa Sudamericana sconfiggendo con il risultato di 3-1 il Cerro Porteño. Díaz segna la sua prima doppietta battendo per 3-0 l'Once Caldas, repedentosi poi contro l'Atlético Huila vincendo per 3-0 e contro il Rionegro Águilas prevalendo per 3-2. Díaz realizza il suo ultimo gol con la squadra nel pareggio per 3-3 contro l'Independiente Santa Fe.

#### Porto
Il 10 luglio 2019 passa a titolo definitivo al Porto, squadra con cui, in due anni e mezzo, totalizza 125 presenze e 41 reti tra tutte le competizioni, vincendo tre trofei.
Vince il campionato portoghese, segna la sua prima rete nella Primeira Liga battendo per 4-0 il Vitória Setúba, sigla un gol contro il Famalicão prevalendo per 3-0, è autore della rete del 5-0 sconfiggendo il B-SAD, realizza un gol pure contro il Moreirense nel successo per 6-1. Conquista anche la Taça de Portugal, Díaz segna una doppietta contro il Coimbrões vincendo per 5-0, mentre nella finale vinta per 2-1 contro il Benfica Díaz viene espulso nel primo tempo.
Nell'Europa League segna un gol pareggiando per 1-1 contro i Rangers, realizza un gol anche nella vittoria per 3-2 contro il Feyenoord. Díaz segna il suo primo gol in Champions League nella sconfitta per 3-1 contro il Manchester City, sigla la sua prima rete in una vittoria nel campionato continentale battendo per 3-0 il Marsiglia. Nell'edizione 2021-2022 del campionato portoghese segna quattordici gol, il primo nel successo per 2-0 contro il B-SAD, la sua rete decide la vittoria su 1-0 contro il Sporting Braga, Díaz segna una doppietta battendo per 5-0 il Moreirense e sconfiggendo per 3-0 il Santa Clara, l'ultimo gol lo realizza nella vittoria per 3-1 contro il Famalicão.

#### Liverpool
Il 30 gennaio 2022 viene ceduto al Liverpool per 45 milioni di euro più 15 milioni di bonus. Il 27 febbraio seguente vince il primo trofeo, la Coppa di Lega inglese in finale contro il Chelsea alla lotteria dei calci di rigore. Nella sua prima parte di stagione in Premier League segna quattro gol, il primo nella vittoria per 3-1 contro il Norwich City, poi un altro nel successo per 2-0 contro il Brighton, realizza una rete anche contro il Manchester United prevalendo per 4-0, l'ultimo gol lo segna nel pareggio per 1-1 contro il Tottenham. Il 14 maggio 2022 contribuisce alla vittoria della Fa Cup in finale contro il Chelsea, vinta 5-6 ai calci di rigore.
Il 30 luglio 2022 ottiene l'ennesimo trofeo, in finale di Fa Community Shield contro il Manchester City, gara vinta per 3-1 dai Reds. Il 27 agosto successivo segna la sua prima doppietta nella vittoria a senso unico per 9-0 contro il Bournemouth. Nell'ultimo anno di Jurgen Klopp in panchina, mette a segno 8 goal e 6 assist in 37 presenze di Premier League contribuendo al terzo posto in classifica.
Il 25 agosto 2024 segna il suo primo goal stagionale nella vittoria per 2-0 contro il Brentford. Conferma il suo grande avvio di stagione con due doppiette in due vittorie per 3-0 contro il Manchester United e il Bournemouth. Nell'edizione 2024-2025 della Champions League, Díaz segna una tripletta nella vittoria per 4-0 contro il Bayer Leverkusen. Il 22 dicembre 2024 segna una doppietta nel big match vinto in trasferta per 3-6 contro il Tottenham. Una settimana dopo torna al goal nella vittoria in trasferta per 0-5 contro il West Ham. Il 27 aprile 2025 segna un goal nella vittoria per 5-1 contro il Tottenham, decisiva per il trionfo in Premier League, con l'esterno colombiano protagonista per ben 20 volte in zona goal, con 13 goal e 7 assist.

#### Bayern Monaco
Il 30 luglio 2025 si trasferisce a titolo definitivo al Bayern Monaco, in Bundesliga, per 75 milioni di euro, firmando un contratto quadriennale.

### Nazionale
Il 28 agosto 2018 riceve la sua prima convocazione dalla nazionale maggiore colombiana. L'11 settembre 2018 fa il suo esordio con quest'ultima in amichevole contro l'Argentina. Il 26 marzo 2019 realizza la sua prima rete con la nazionale colombiana nella sconfitta per 2-1 contro la Corea del Sud.
Convocato per la Copa América 2021, resta in panchina in occasione della prima partita contro l'Ecuador (vinta 1-0), per poi giocare (subentrando) la sfida successiva pareggiata contro il Venezuela, in cui è stato espulso. Torna in campo il 23 giugno contro il Brasile, segnando anche un gol nella sfida persa per 2-1 dai colombiani, che comunque accedono ai quarti. Dopo avere eliminato l'Uruguay ai tiri di rigore ai quarti (senza che Díaz andasse dal dischetto), in semifinale la Colombia incontra l'Argentina: la partita si conclude sull'1-1 (con Díaz che realizza la rete dei colombiani), ma questa volta ai rigori è la Colombia ad avere la peggio, e anche in questo caso Díaz non va dal dischetto. Nella finale per il 3º posto, Díaz è autore della sua prima doppietta con la nazionale che consente alla sua squadra di vincere 3-2 e di ottenere la medaglia di bronzo. Al termine della manifestazione, viene nominato giocatore rivelazione del torneo.
Un'altra doppietta con la maglia della Colombia la realizza il 17 novembre 2023 sconfiggendo in rimonta per 2-1 il Brasile. Nell'edizione 2024 della Copa América, Díaz vince l'argento e segna due gol: il primo battendo per 3-0 la Costa Rica e il secondo sconfiggendo per 5-0 il Panama.

## Statistiche

### Presenze e reti nei club
Statistiche aggiornate al 30 luglio 2025.
| Stagione               | Squadra                | Campionato             | Campionato | Campionato | Coppe nazionali | Coppe nazionali | Coppe nazionali | Coppe continentali | Coppe continentali | Coppe continentali | Altre coppe | Altre coppe | Altre coppe | Totale | Totale |
| Stagione               | Squadra                | Comp                   | Pres       | Reti       | Comp            | Pres            | Reti            | Comp               | Pres               | Reti               | Comp        | Pres        | Reti        | Pres   | Reti   |
| ---------------------- | ---------------------- | ---------------------- | ---------- | ---------- | --------------- | --------------- | --------------- | ------------------ | ------------------ | ------------------ | ----------- | ----------- | ----------- | ------ | ------ |
| 2016                   | Barranquilla           | B                      | 19         | 2          | CC              | 2               | 0               | -                  | -                  | -                  | -           | -           | -           | 21     | 2      |
| gen.-giu. 2017         | Barranquilla           | B                      | 15         | 1          | CC              | 6               | 0               | -                  | -                  | -                  | -           | -           | -           | 21     | 1      |
| Totale Barranquilla    | Totale Barranquilla    | Totale Barranquilla    | 34         | 3          |                 | 8               | 0               |                    | -                  | -                  |             | -           | -           | 42     | 3      |
| giu.-dic. 2017         | Atlético Junior        | A                      | 12         | 0          | CC              | 7               | 0               | CS                 | 4                  | 1                  | -           | -           | -           | 23     | 1      |
| 2018                   | Atlético Junior        | A                      | 38         | 13         | CC              | 2               | 0               | CL+CS              | 9+10               | 0+3                | -           | -           | -           | 59     | 16     |
| gen.-lug. 2019         | Atlético Junior        | A                      | 17         | 2          | CC              | 2               | 0               | CL                 | 5                  | 0                  | SL          | 2           | 1           | 26     | 3      |
| Totale Atlético Junior | Totale Atlético Junior | Totale Atlético Junior | 67         | 15         |                 | 11              | 0               |                    | 28                 | 4                  |             | 2           | 1           | 108    | 20     |
| 2019-2020              | Porto                  | PL                     | 29         | 6          | CP+CdL          | 6+5             | 2+2             | UCL+UEL            | 2+8                | 1+3                | -           | -           | -           | 50     | 14     |
| 2020-2021              | Porto                  | PL                     | 30         | 6          | CP+CdL          | 6+1             | 1+1             | UCL                | 9                  | 2                  | SP          | 1           | 1           | 47     | 11     |
| 2021-gen. 2022         | Porto                  | PL                     | 18         | 14         | CP+CdL          | 3+1             | 0               | UCL                | 6                  | 2                  | -           | -           | -           | 28     | 16     |
| Totale Porto           | Totale Porto           | Totale Porto           | 77         | 26         |                 | 22              | 6               |                    | 25                 | 8                  |             | 1           | 1           | 125    | 41     |
| gen.-giu. 2022         | Liverpool              | PL                     | 13         | 4          | FACup+CdL       | 5+1             | 0               | UCL                | 7                  | 2                  | -           | -           | -           | 26     | 6      |
| 2022-2023              | Liverpool              | PL                     | 17         | 4          | FACup+CdL       | 0               | 0               | UCL                | 3                  | 1                  | CS          | 1           | 0           | 21     | 5      |
| 2023-2024              | Liverpool              | PL                     | 37         | 8          | FACup+CdL       | 3+4             | 1+1             | UEL                | 7                  | 3                  | -           | -           | -           | 51     | 13     |
| 2024-2025              | Liverpool              | PL                     | 36         | 13         | FACup+CdL       | 0+4             | 0+1             | UCL                | 9                  | 3                  | -           | -           | -           | 49     | 17     |
| Totale Liverpool       | Totale Liverpool       | Totale Liverpool       | 103        | 29         |                 | 17              | 3               |                    | 26                 | 9                  |             | 1           | 0           | 147    | 41     |
| 2025-2026              | Bayern Monaco          | BL                     | -          | -          | CG              | -               | -               | UCL                | -                  | -                  | SG          | 1           | 1           | 1      | 1      |
| Totale carriera        | Totale carriera        | Totale carriera        | 281        | 73         |                 | 58              | 9               |                    | 79                 | 21                 |             | 5           | 3           | 423    | 106    |

### Cronologia presenze e reti in nazionale
| Cronologia completa delle presenze e delle reti in nazionale ― Colombia | Cronologia completa delle presenze e delle reti in nazionale ― Colombia | Cronologia completa delle presenze e delle reti in nazionale ― Colombia | Cronologia completa delle presenze e delle reti in nazionale ― Colombia | Cronologia completa delle presenze e delle reti in nazionale ― Colombia | Cronologia completa delle presenze e delle reti in nazionale ― Colombia | Cronologia completa delle presenze e delle reti in nazionale ― Colombia | Cronologia completa delle presenze e delle reti in nazionale ― Colombia |
| Data                                                                    | Città                                                                   | In casa                                                                 | Risultato                                                               | Ospiti                                                                  | Competizione                                                            | Reti                                                                    | Note                                                                    |
| ----------------------------------------------------------------------- | ----------------------------------------------------------------------- | ----------------------------------------------------------------------- | ----------------------------------------------------------------------- | ----------------------------------------------------------------------- | ----------------------------------------------------------------------- | ----------------------------------------------------------------------- | ----------------------------------------------------------------------- |
| 11-9-2018                                                               | East Rutherford                                                         | Argentina                                                               | 0 – 0                                                                   | Colombia                                                                | Amichevole                                                              | -                                                                       | 78’                                                                     |
| 22-3-2019                                                               | Yokohama                                                                | Giappone                                                                | 0 – 1                                                                   | Colombia                                                                | Amichevole                                                              | -                                                                       | 79’                                                                     |
| 26-3-2019                                                               | Seul                                                                    | Corea del Sud                                                           | 2 – 1                                                                   | Colombia                                                                | Amichevole                                                              | 1                                                                       | 45+1’                                                                   |
| 4-6-2019                                                                | Bogotà                                                                  | Colombia                                                                | 3 – 0                                                                   | Panama                                                                  | Amichevole                                                              | -                                                                       | 46’                                                                     |
| 9-6-2019                                                                | Lima                                                                    | Perù                                                                    | 0 – 3                                                                   | Colombia                                                                | Amichevole                                                              | -                                                                       | 74’                                                                     |
| 19-6-2019                                                               | San Paolo                                                               | Colombia                                                                | 1 – 0                                                                   | Qatar                                                                   | Coppa America 2019 - 1º turno                                           | -                                                                       | 75’                                                                     |
| 23-6-2019                                                               | Salvador de Bahia                                                       | Colombia                                                                | 1 – 0                                                                   | Paraguay                                                                | Coppa America 2019 - 1º turno                                           | -                                                                       |                                                                         |
| 29-6-2019                                                               | San Paolo                                                               | Colombia                                                                | 0 – 0 (4 – 5 dtr)                                                       | Cile                                                                    | Coppa America 2019 - Quarti di finale                                   | -                                                                       | 81’                                                                     |
| 7-9-2019                                                                | Miami Gardens                                                           | Brasile                                                                 | 2 – 2                                                                   | Colombia                                                                | Amichevole                                                              | -                                                                       | 61’                                                                     |
| 10-9-2019                                                               | Tampa                                                                   | Colombia                                                                | 0 – 0                                                                   | Venezuela                                                               | Amichevole                                                              | -                                                                       | 72’                                                                     |
| 12-10-2019                                                              | Alicante                                                                | Colombia                                                                | 0 – 0                                                                   | Cile                                                                    | Amichevole                                                              | -                                                                       | 75’                                                                     |
| 15-10-2019                                                              | Lilla                                                                   | Algeria                                                                 | 3 – 0                                                                   | Colombia                                                                | Amichevole                                                              | -                                                                       | 46’                                                                     |
| 16-11-2019                                                              | Miami Gardens                                                           | Colombia                                                                | 1 – 0                                                                   | Perù                                                                    | Amichevole                                                              | -                                                                       | 61’                                                                     |
| 19-11-2019                                                              | Harrison                                                                | Ecuador                                                                 | 0 – 1                                                                   | Colombia                                                                | Amichevole                                                              | -                                                                       | 65’                                                                     |
| 13-11-2020                                                              | Barranquilla                                                            | Colombia                                                                | 0 – 3                                                                   | Uruguay                                                                 | Qual. Mondiali 2022                                                     | -                                                                       | 32’ 72’                                                                 |
| 17-11-2020                                                              | Quito                                                                   | Ecuador                                                                 | 6 – 1                                                                   | Colombia                                                                | Qual. Mondiali 2022                                                     | -                                                                       |                                                                         |
| 3-6-2021                                                                | Lima                                                                    | Perù                                                                    | 0 – 3                                                                   | Colombia                                                                | Qual. Mondiali 2022                                                     | 1                                                                       |                                                                         |
| 8-6-2021                                                                | Barranquilla                                                            | Colombia                                                                | 2 – 2                                                                   | Argentina                                                               | Qual. Mondiali 2022                                                     | -                                                                       |                                                                         |
| 17-6-2021                                                               | Goiânia                                                                 | Colombia                                                                | 0 – 0                                                                   | Venezuela                                                               | Coppa America 2021 - 1º turno                                           | -                                                                       | 62’ 90+4’                                                               |
| 23-6-2021                                                               | Rio de Janeiro                                                          | Brasile                                                                 | 2 – 1                                                                   | Colombia                                                                | Coppa America 2021 - 1º turno                                           | 1                                                                       | 90+1’                                                                   |
| 3-7-2021                                                                | Brasilia                                                                | Uruguay                                                                 | 0 – 0 (2 – 4 dtr)                                                       | Colombia                                                                | Coppa America 2021 - Quarti di finale                                   | -                                                                       |                                                                         |
| 6-7-2021                                                                | Brasilia                                                                | Argentina                                                               | 1 – 1 (3 – 2 dtr)                                                       | Colombia                                                                | Coppa America 2021 - Semifinale                                         | 1                                                                       |                                                                         |
| 9-7-2021                                                                | Brasilia                                                                | Colombia                                                                | 3 – 2                                                                   | Perù                                                                    | Coppa America 2021 - Finale 3º posto                                    | 2                                                                       |                                                                         |
| 2-9-2021                                                                | La Paz                                                                  | Bolivia                                                                 | 1 – 1                                                                   | Colombia                                                                | Qual. Mondiali 2022                                                     | -                                                                       | 44’                                                                     |
| 5-9-2021                                                                | Asunción                                                                | Paraguay                                                                | 1 – 1                                                                   | Colombia                                                                | Qual. Mondiali 2022                                                     | -                                                                       |                                                                         |
| 9-9-2021                                                                | Barranquilla                                                            | Colombia                                                                | 3 – 1                                                                   | Cile                                                                    | Qual. Mondiali 2022                                                     | 1                                                                       |                                                                         |
| 7-10-2021                                                               | Montevideo                                                              | Uruguay                                                                 | 0 – 0                                                                   | Colombia                                                                | Qual. Mondiali 2022                                                     | -                                                                       |                                                                         |
| 10-10-2021                                                              | Barranquilla                                                            | Colombia                                                                | 0 – 0                                                                   | Brasile                                                                 | Qual. Mondiali 2022                                                     | -                                                                       |                                                                         |
| 14-10-2021                                                              | Barranquilla                                                            | Colombia                                                                | 0 – 0                                                                   | Ecuador                                                                 | Qual. Mondiali 2022                                                     | -                                                                       |                                                                         |
| 11-11-2021                                                              | San Paolo                                                               | Brasile                                                                 | 1 – 0                                                                   | Colombia                                                                | Qual. Mondiali 2022                                                     | -                                                                       | 46’                                                                     |
| 16-11-2021                                                              | Barranquilla                                                            | Colombia                                                                | 0 – 0                                                                   | Paraguay                                                                | Qual. Mondiali 2022                                                     | -                                                                       |                                                                         |
| 27-1-2022                                                               | Barranquilla                                                            | Colombia                                                                | 0 – 1                                                                   | Perù                                                                    | Qual. Mondiali 2022                                                     | -                                                                       |                                                                         |
| 1-2-2022                                                                | Córdoba                                                                 | Argentina                                                               | 1 – 0                                                                   | Colombia                                                                | Qual. Mondiali 2022                                                     | -                                                                       |                                                                         |
| 24-3-2022                                                               | Barranquilla                                                            | Colombia                                                                | 3 – 0                                                                   | Bolivia                                                                 | Qual. Mondiali 2022                                                     | 1                                                                       | 84’                                                                     |
| 29-3-2022                                                               | Ciudad Guayana                                                          | Venezuela                                                               | 0 – 1                                                                   | Colombia                                                                | Qual. Mondiali 2022                                                     | -                                                                       | 76’                                                                     |
| 25-9-2022                                                               | Harrison                                                                | Colombia                                                                | 4 – 1                                                                   | Guatemala                                                               | Amichevole                                                              | -                                                                       | 64’                                                                     |
| 28-9-2022                                                               | Santa Clara                                                             | Messico                                                                 | 2 – 3                                                                   | Colombia                                                                | Amichevole                                                              | -                                                                       | 90+2’                                                                   |
| 16-6-2023                                                               | Valencia                                                                | Colombia                                                                | 1 – 0                                                                   | Iraq                                                                    | Amichevole                                                              | -                                                                       | 74’                                                                     |
| 20-6-2023                                                               | Gelsenkirchen                                                           | Germania                                                                | 0 – 2                                                                   | Colombia                                                                | Amichevole                                                              | 1                                                                       | 86’                                                                     |
| 7-9-2023                                                                | Barranquilla                                                            | Colombia                                                                | 1 – 0                                                                   | Venezuela                                                               | Qual. Mondiali 2026                                                     | -                                                                       | 88’                                                                     |
| 12-9-2023                                                               | Santiago del Cile                                                       | Cile                                                                    | 0 – 0                                                                   | Colombia                                                                | Qual. Mondiali 2026                                                     | -                                                                       | 54’ 71’                                                                 |
| 12-10-2023                                                              | Barranquilla                                                            | Colombia                                                                | 2 – 2                                                                   | Uruguay                                                                 | Qual. Mondiali 2026                                                     | -                                                                       |                                                                         |
| 17-10-2023                                                              | Quito                                                                   | Ecuador                                                                 | 0 – 0                                                                   | Colombia                                                                | Qual. Mondiali 2026                                                     | -                                                                       |                                                                         |
| 16-11-2023                                                              | Barranquilla                                                            | Colombia                                                                | 2 – 1                                                                   | Brasile                                                                 | Qual. Mondiali 2026                                                     | 2                                                                       |                                                                         |
| 21-11-2023                                                              | Asunción                                                                | Paraguay                                                                | 0 – 1                                                                   | Colombia                                                                | Qual. Mondiali 2026                                                     | -                                                                       | 81’                                                                     |
| 22-3-2024                                                               | Londra                                                                  | Spagna                                                                  | 0 – 1                                                                   | Colombia                                                                | Amichevole                                                              | -                                                                       | cap.                                                                    |
| 26-3-2024                                                               | Madrid                                                                  | Colombia                                                                | 3 – 2                                                                   | Romania                                                                 | Amichevole                                                              | -                                                                       | 67’                                                                     |
| 8-6-2024                                                                | Landover                                                                | Stati Uniti                                                             | 1 – 5                                                                   | Colombia                                                                | Amichevole                                                              | -                                                                       | 71’                                                                     |
| 15-6-2024                                                               | East Hartford                                                           | Colombia                                                                | 3 – 0                                                                   | Bolivia                                                                 | Amichevole                                                              | 1                                                                       | 77’                                                                     |
| 24-6-2024                                                               | Houston                                                                 | Colombia                                                                | 2 – 1                                                                   | Paraguay                                                                | Coppa America 2024 - 1º turno                                           | -                                                                       |                                                                         |
| 28-6-2024                                                               | Glendale                                                                | Colombia                                                                | 3 – 0                                                                   | Costa Rica                                                              | Coppa America 2024 - 1º turno                                           | 1                                                                       | 77’                                                                     |
| 2-7-2024                                                                | Santa Clara                                                             | Brasile                                                                 | 1 – 1                                                                   | Colombia                                                                | Coppa America 2024 - 1º turno                                           | -                                                                       | 89’                                                                     |
| 6-7-2024                                                                | Glendale                                                                | Colombia                                                                | 5 – 0                                                                   | Panama                                                                  | Coppa America 2024 - Quarti di finale                                   | 1                                                                       | 65’                                                                     |
| 10-7-2024                                                               | Charlotte                                                               | Uruguay                                                                 | 0 – 1                                                                   | Colombia                                                                | Coppa America 2024 - Semifinale                                         | -                                                                       | 86’                                                                     |
| 14-7-2024                                                               | Miami Gardens                                                           | Argentina                                                               | 1 – 0 dts                                                               | Colombia                                                                | Coppa America 2024 - Finale                                             | -                                                                       | 105’                                                                    |
| 7-9-2024                                                                | Lima                                                                    | Perù                                                                    | 1 – 1                                                                   | Colombia                                                                | Qual. Mondiali 2026                                                     | 1                                                                       | cap.                                                                    |
| 10-9-2024                                                               | Barranquilla                                                            | Colombia                                                                | 2 – 1                                                                   | Argentina                                                               | Qual. Mondiali 2026                                                     | -                                                                       |                                                                         |
| 10-10-2024                                                              | El Alto                                                                 | Bolivia                                                                 | 1 – 0                                                                   | Colombia                                                                | Qual. Mondiali 2026                                                     | -                                                                       | 78’                                                                     |
| 15-10-2024                                                              | Barranquilla                                                            | Colombia                                                                | 4 – 0                                                                   | Cile                                                                    | Qual. Mondiali 2026                                                     | 1                                                                       | 76’                                                                     |
| 15-11-2024                                                              | Montevideo                                                              | Uruguay                                                                 | 3 – 2                                                                   | Colombia                                                                | Qual. Mondiali 2026                                                     | -                                                                       | cap.                                                                    |
| 19-11-2024                                                              | Barranquilla                                                            | Colombia                                                                | 0 – 1                                                                   | Ecuador                                                                 | Qual. Mondiali 2026                                                     | -                                                                       |                                                                         |
| 20-3-2025                                                               | Brasilia                                                                | Brasile                                                                 | 2 – 1                                                                   | Colombia                                                                | Qual. Mondiali 2026                                                     | 1                                                                       |                                                                         |
| 25-3-2025                                                               | Barranquilla                                                            | Colombia                                                                | 2 – 2                                                                   | Paraguay                                                                | Qual. Mondiali 2026                                                     | 1                                                                       | 81’                                                                     |
| 10-6-2025                                                               | Buenos Aires                                                            | Argentina                                                               | 1 – 1                                                                   | Colombia                                                                | Qual. Mondiali 2026                                                     | 1                                                                       |                                                                         |
| Totale                                                                  |                                                                         | Presenze                                                                | 64                                                                      |                                                                         | Reti (5º posto)                                                         | 19                                                                      |                                                                         |

## Palmarès

### Club
- Copa Colombia: 1

Atlético Junior: 2017
- Campionato colombiano: 2

Atlético Junior: 2018-II, 2019-I
- Súper Liga: 1

Atlético Junior: 2019
- Campionato portoghese: 2

Porto: 2019-2020, 2021-2022
- Coppa del Portogallo: 1

Porto: 2019-2020
- Supercoppa di Portogallo: 1

Porto: 2020
- Coppa di Lega inglese: 2

Liverpool: 2021-2022, 2023-2024
- Coppa d'Inghilterra: 1

Liverpool: 2021-2022
- Community Shield: 1

Liverpool: 2022
- Campionato inglese: 1

Liverpool: 2024-2025
- Supercoppa di Germania: 1

Bayern Monaco: 2025

### Individuale
- Capocannoniere della Copa América: 1

2021 (4 gol, a pari merito con Lionel Messi)
- Squadre ideale della Copa América: 1

Brasile 2021